# Vasilij Ivanov
Vasilij Ivanov (in russo Василий Иванов?; Samara, 8 novembre 1972) è un ex nuotatore sovietico, dal 1992 russo.

## Carriera
Specializzato nella rana, ha vinto la medaglia d'argento nella staffetta 4x100 m misti alle Olimpiadi di Barcellona 1992.

## Palmarès
- Olimpiadi

Barcellona 1992: argento nella 4x100m misti.
- Europei in vasca corta

Gelsenkirchen 1991: oro nei 50m rana.
Espoo 1992: oro nei 50m rana.
Gateshead 1993: oro nei 50m rana.
- Mondiali

Roma 1994: argento nella 4x100m misti.